# 허형규
허형규(1983년 5월 28일 ~ )는 대한민국의 배우이다.

## 학력
- 포항제철고등학교
- 성균관대학교 연기예술학과 학사

## 출연작

### 영화
- 《다찌마와 리: 악인이여 지옥행 급행열차를 타라!》 (2008년) - 사이렌 차력사 역
- 《바다》 (2011년) - 강도 2 역
- 《퍼펙트 게임》 (2011년) - 진행자 역
- 《내 아내의 모든 것》 (2012년) - 파출소 경찰 역
- 《창수》 (2013년) - 새끼웨이터 역
- 《플랜맨》 (2014년) - 과거기자 2 역
- 《찌라시: 위험한 소문》 (2014년) - 룸웨이터 역
- 《나의 독재자》 (2014년) - 물고문 역
- 《검사외전》 (2016년) - 하나오빠 역
- 《남과 여》 (2016년) - 공사현장 허팀장 역
- 《굿바이 싱글》 (2016년) - 산모 남편 역
- 《밀정》 (2016년) - 정우식 역
- 《마스터》 (2016년) - 지능범죄수사대 팀원 5 역
- 《보안관》 (2017년) - 고 형사 역
- 《침묵》 (2017년) - 음주측정경찰 역
- 《엑시트》 (2019년) - 앤서화학 경비 팀장 역
- 《디바》 (2020년) - 강 형사 역
- 《경관의 피》 (2022년) - 변호인 역

### 드라마
- 《압구정 백야》 (2014년, MBC) - 홍당무 오빠 역
- 《달콤한 원수》 (2017년, SBS) - 한정훈 변호사 역
- 《부암동 복수자들》 (2017년, tvN) - 이병호 역
- 《라이프》 (2018년, JTBC) - 정형의 역
- 《빅이슈》 (2019년, SBS) - 최경식 역
- 《17세의 조건》 (2019년, SBS) - 조건남 역
- 《나빌레라》 (2021년, tvN) - 레스토랑 부매니저 역
- 《다크홀》 (2021년, OCN) - 강성범 역
- 《키마이라》 (2021년, OCN) - 윤선호 역
- 《안나》 (2022년, 쿠팡플레이) - 유미 대학남친 재호
- 《나의 해피엔드》 (2023년~2024년, TV조선) - 김상범 역
- 《선재 업고 튀어》 (2024년, tvN) - 김영수 역